# Cinco Pinos
Cinco Pinos là một khu tự quản thuộc tỉnh Chinandega, Nicaragua. Khu tự quản Cinco Pinos có diện tích 60 ki lô mét vuông. Đến thời điểm năm 2005, huyện Cinco Pinos có dân số 6781 người.